# Dzierżymir
Dzierżymir – imię męskie pochodzenia słowiańskiego, nienotowane w źródłach staropolskich.
Osoby noszące to imię:
- Dzierżymir Jankowski - profesor Uniwersytetu im. Adama Mickiewicza